# Dans je de hele nacht met mij?
Dans je de hele nacht met mij? is een liedje uit 1966 van de Amsterdamse zangeres Karin Kent dat in dat jaar de eerste plaats bereikte van de Nederlandse Top 40.         
Het is de Nederlandse versie (de vertaling was van John van Olten) van Dance Mamma, Dance Pappa, Dance (Marriage - French Style) van Burt Bacharach en Hal David, dat oorspronkelijk in 1965 opgenomen was door Joanne And The Streamliners en dat deel uitmaakte van de soundtrack van de Amerikaanse film What's New Pussycat?.     
Karin Kent zong Dans je de hele nacht met mij? op het Knokke Festival in 1966 (ze maakte naast Ronnie Tober, Martine Bijl, Margie Ball en Janneke Peper deel uit 
van de Nederlandse afvaardiging voor dit festival dat jaar), en het nummer bereikte op 13 augustus 1966 de eerste plaats in de Veronica Top 40 en was daarmee de eerste Nederlandstalige # 1 uit de geschiedenis van deze hitlijst. Karin Kent werd voor deze opname begeleid door een orkest onder leiding van Harry van Hoof, die ook het arrangement schreef.
In 1995 scoorde de feestband De Sjonnies er een grote hit mee met een Alarmschijf en in 2007 werd het gecoverd door de Vlaamse zangeres Laura Lynn. In 2022 werd het ook nog eens gecoverd door de populaire jeugdserie #LikeMe. Het nummer is inmiddels het lijflied van de Nijmeegse voetbalclub NEC geworden.

## Hitnotering
| "Dans je de hele nacht met mij?" in de Nederlandse Top 40 - binnen 23-07-1966 | "Dans je de hele nacht met mij?" in de Nederlandse Top 40 - binnen 23-07-1966 | "Dans je de hele nacht met mij?" in de Nederlandse Top 40 - binnen 23-07-1966 | "Dans je de hele nacht met mij?" in de Nederlandse Top 40 - binnen 23-07-1966 | "Dans je de hele nacht met mij?" in de Nederlandse Top 40 - binnen 23-07-1966 | "Dans je de hele nacht met mij?" in de Nederlandse Top 40 - binnen 23-07-1966 | "Dans je de hele nacht met mij?" in de Nederlandse Top 40 - binnen 23-07-1966 | "Dans je de hele nacht met mij?" in de Nederlandse Top 40 - binnen 23-07-1966 | "Dans je de hele nacht met mij?" in de Nederlandse Top 40 - binnen 23-07-1966 | "Dans je de hele nacht met mij?" in de Nederlandse Top 40 - binnen 23-07-1966 | "Dans je de hele nacht met mij?" in de Nederlandse Top 40 - binnen 23-07-1966 | "Dans je de hele nacht met mij?" in de Nederlandse Top 40 - binnen 23-07-1966 | "Dans je de hele nacht met mij?" in de Nederlandse Top 40 - binnen 23-07-1966 | "Dans je de hele nacht met mij?" in de Nederlandse Top 40 - binnen 23-07-1966 |
| Week                                                                          | 01                                                                            | 02                                                                            | 03                                                                            | 04                                                                            | 05                                                                            | 06                                                                            | 07                                                                            | 08                                                                            | 09                                                                            | 10                                                                            | 11                                                                            | 12                                                                            | 13                                                                            |
| ----------------------------------------------------------------------------- | ----------------------------------------------------------------------------- | ----------------------------------------------------------------------------- | ----------------------------------------------------------------------------- | ----------------------------------------------------------------------------- | ----------------------------------------------------------------------------- | ----------------------------------------------------------------------------- | ----------------------------------------------------------------------------- | ----------------------------------------------------------------------------- | ----------------------------------------------------------------------------- | ----------------------------------------------------------------------------- | ----------------------------------------------------------------------------- | ----------------------------------------------------------------------------- | ----------------------------------------------------------------------------- |
| Nummer                                                                        | 18                                                                            | 8                                                                             | 3                                                                             | 1                                                                             | 2                                                                             | 4                                                                             | 5                                                                             | 5                                                                             | 6                                                                             | 11                                                                            | 15                                                                            | 28                                                                            | uit                                                                           |